# Maria Giulia Cardini
Maria Giulia Cardini (Orta San Giulio, 20 giugno 1921 – Orta San Giulio, 19 ottobre 2014) è stata una partigiana italiana.
Partecipò alla Resistenza italiana fin dal 1943 entrando nell'Organizzazione Franchi, formazione di partigiani badogliani diretta di Edgardo Sogno. L'anno seguente fu arrestata e condannata alla pena capitale, per poi essere liberata in seguito a uno scambio di prigionieri. Ripresa l'attività partigiana nella Val d'Ossola, nel 1945 fu incaricata a capo della cellula partigiana nella missione americana Chrysler Mangosteen. Nel dopoguerra fondò la rivista culturale Agorà, conseguì una laurea in fisica e nel 1961 fu eletta per il Partito Liberale Italiano a vicesindaco di Orta San Giulio.

## Biografia

### La resistenza
Figlia di Romolo Cardini e Fausta Ronchetti, trascorre l'infanzia tra Orta e Omegna. Nel 1940 si trasferisce a Torino e si iscrive alla facoltà di ingegneria presso il Politecnico che all'epoca si trovava nell'attuale Piazzale Valdo Fusi. Al Politecnico conosce alcuni professori che sarebbero diventati in seguito punto di riferimento per il Comitato di Liberazione Nazionale (CNL) e inizia a frequentare studenti che dopo l'armistizio dell'8 settembre 1943 si organizzano nella Resistenza. Inizialmente assume un ruolo di collegamento tra il Comando Militare di Torino e il CLN di Novara, Borgomanero e Omegna.
Milita nel servizio di collegamento con l'Organizzazione Franchi – Franchi è in realtà Edgardo Sogno – nella formazione di gruppi armati nel Canavese e in Valle d'Aosta (mentre la sorella Adriana si occupa di quelle della Valsesia). Con il Comitato praticamente azzerato dalle fucilazioni del Martinetto diviene sempre più difficile passare inosservati.
Nel maggio 1944 viene arrestata a Torino come membro del CLN, per insubordinazione armata contro i poteri dello Stato, propaganda antinazionale (fascista) e apologia di propaganda liberale. Con queste accuse deferita al Tribunale Speciale viene condannata a morte, consegnata ai tedeschi e rinchiusa nelle Carceri Le Nuove di Torino. Viene liberata per uno scambio di prigionieri con la figlia del console generale di Germania a Torino, Usci (Ursula) von Langen. La giovane viene rapita durante la festa di fidanzamento presso gli Alti Comandi militari della città con un'azione spettacolare realizzata da Edgardo Sogno. Maria Giulia Cardini viene sottoposta a sorveglianza speciale e trasferita all'hotel Sitea, dove avrebbe dovuto prendere alloggio sotto lo sguardo vigile di militari tedeschi. In realtà vi consuma la cena e subito riesce ad allontanarsi per andare prima a Novara e poi a Milano dal generale Guglielmo Barbò.

### Il ritorno nell'Ossola
A fine luglio del 1944 riprende l'attività di collegamento tra il CNL di Milano e la Val d'Ossola. Colpita da un nuovo mandato di cattura, è costretta a riparare in montagna. Entra a far parte della Divisione Alpina d'assalto “Filippo Maria Beltrami”, guidata da Bruno Rutto, con funzioni di comando logistico.
Durante la Repubblica partigiana dell'Ossola a Domodossola si occupa di portare assistenza nei Comuni della valle, collabora con Don Luigi Zoppetti per l’assistenza ai bisognosi e ai partigiani, ritrova l’amico d’infanzia Licinio Oddicini redattore del giornale "Liberazione" ed è ospitata a Premosello dai cugini Chiovenda.
Dopo la caduta della Repubblica dell'Ossola decide di non espatriare in Svizzera ma torna in Val Strona con Vincenzo Beltrami dove riprende l'attività partigiana fino alla fine della guerra. Dal febbraio 1945, e fino alla smobilitazione nel maggio, è al Comando centrale nel SIMNI (Servizio Informazioni Militari Nord Italia), diretto da Aminta Migliari. Diviene capocellula nella missione americana Chrysler Mangosteen, col nome di Antonio, unica donna liberale a capo di una squadra di uomini. Grazie al suo meritevole e coraggioso operato in questa missione riceverà il riconoscimento di Tenente Colonnello dell'Esercito americano e la Croce al Merito di Guerra dal Comando Militare Italiano.

### Il dopoguerra

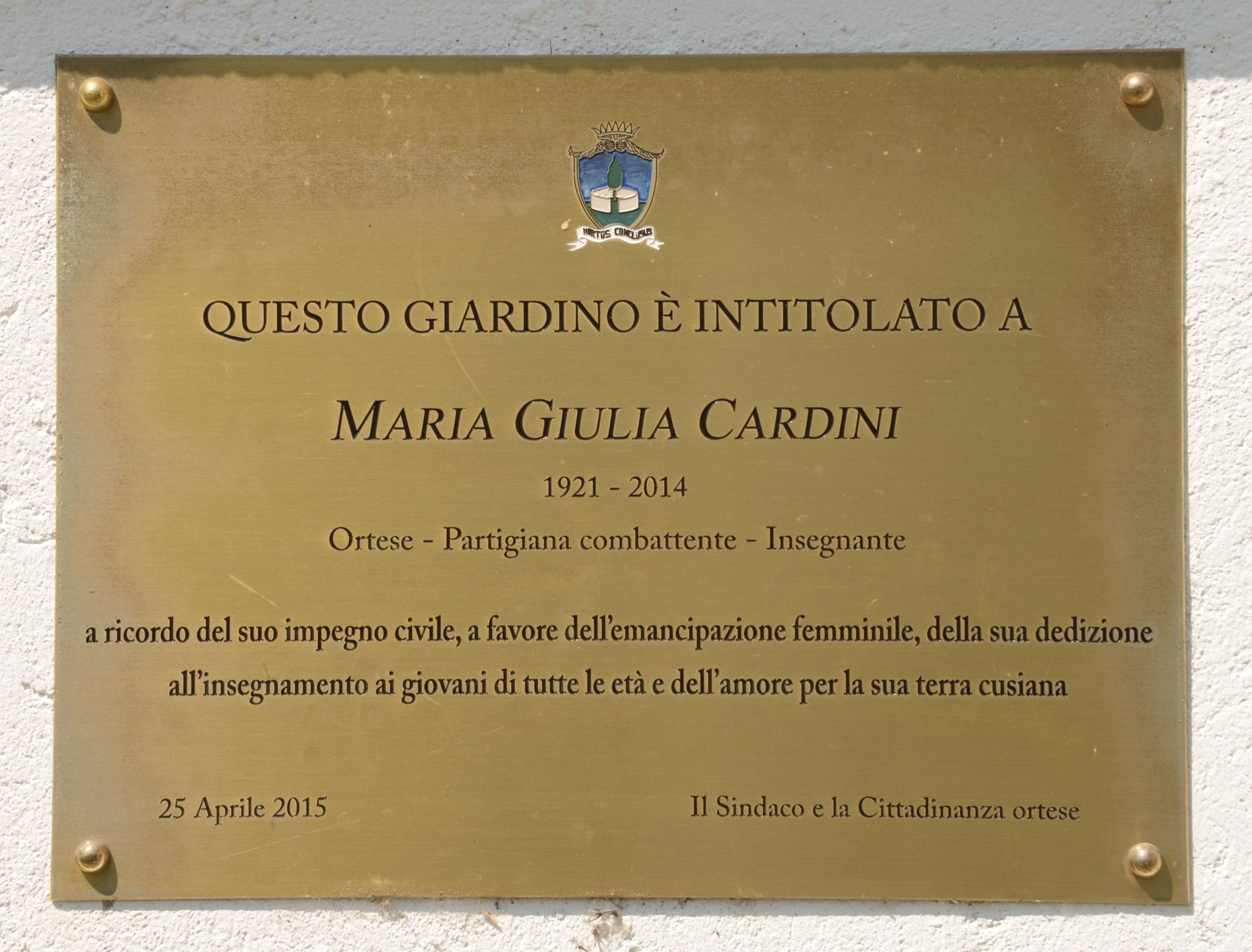
Targa commemorativa a Orta San Giulio affissa nel 2015

Nel 1945 Maria Giulia Cardini, riconosciuta partigiana combattente, torna a Torino dove è fondatrice e condirettrice della rivista culturale Agorà e diventa militante del Partito Liberale Italiano. Riprende gli studi, non più di Ingegneria perché il Politecnico è stato bombardato durante la guerra, e si laurea in fisica nel 1947. Sposa il giornalista de L'Occhio Pier Augusto Macchi, da cui ha una figlia Adriana. Si dedica all'insegnamento di matematica e fisica all'Istituto Tecnico di Quarto Oggiaro, uno dei quartieri più agitati della città di Milano, e ne è anche vicepreside per vari anni.
Con la pensione torna a Orta San Giulio e tra il 1961 e il 1965 diviene vicesindaco e assessore alla cultura (sindaco Gian Carlo Badò), fatto allora piuttosto inusitato per una donna. Nel 1962 promuove un Convegno sulla storia medievale di Orta in occasione del millenario dalla donazione di Ottone I di Sassonia ai canonici dell’Isola di San Giulio, primo atto in cui compare la “villa quedicitur Horta”. Nello stesso anno diventa socia del Soroptimist Club di Novara, di cui la sorella Adriana era stata socia fondatrice dal 1958, mentre nel 2006 è con la figlia Adriana tra le socie fondatrici del Soroptimist Club Alto Novarese.
In età avanzata prosegue la sua attività didattica tenendo corsi di astrofisica presso l'Università della Terza Età a Novara.

## Onorificenze
- il 25 aprile 2015  l'amministrazione comunale di Orta San Giulio le intitola il giardino del municipio e le dedica una pubblicazione.[1]

## Opere
- Maria Giulia Cardini, Resistenza, in Agorà anno II n. 4 e 5, aprile maggio 1946, p.34 e seg., Direttore artistico responsabile: Giacomo Contessa, Condirettore: Maria Giulia Cardini, T.E.C.A. Torino 1946.
- Maria Giulia Cardini, Premessa al Diario [incompiuto], Dopo l’8 settembre…, inedito, gentilmente concesso dalla figlia Adriana Macchi alla Casa Museo Raggruppamento Divisioni Patrioti Alfredo di Dio.